# Торунь (село)
То́рунь — село в Україні, в Міжгірській селищній громаді Закарпатської області.

## Географія
У селі річка Торунька впадає у річку Ріка. Торунь дав назву перевалу, що веде з Прикарпаття на Закарпаття.

## Присілки

### Щора
Згадки: перша згадка у 1770. Інші згадки за хронологією: 1904 — Fenyvesvölgy, Scsora, 1907 — Fenyvesvölgy, 1913 — Fenyvesvölgy, 1944 — Scsora, Щора. 

### Рапалосалаш
Згадується в 1655 як Rapalloszallasa alias Izapataka.
Згідно з інвентарним описом Жигмонда Ліпчеї 1646-го року, поселення Рапалосалаш (себто, "Рапіловичів салаш") знаходилось недалеко від місця злиття присліпської та торунської рік, а іншу свою назву ("Ізапоток" або "Чорна Іза") воно якраз і отримало від давньої назви річки Присліпчанки. Окрім того, в документі 1646-го року Жигмонд Ліпчеї доволі детально описав історію про те, як його батько — Гергей Ліпчеї — після купівлі села Рапалосалаш вигнав звідти кенеза Рапіловича (самого засновника поселення), замінивши його своєю людиною із Ляхівця (суч. Лісковця) — Іваном Куручичем. 

## Історія

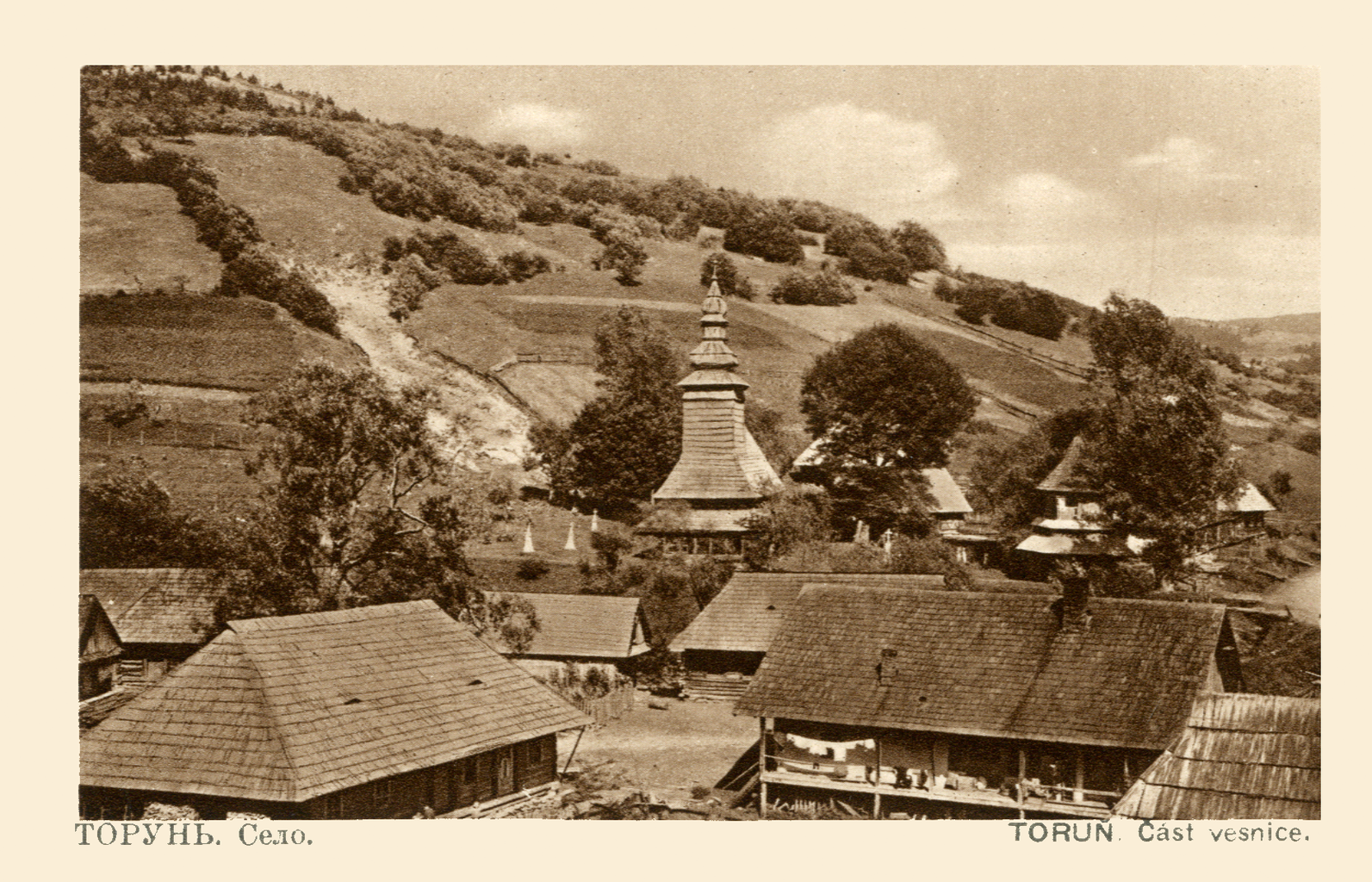
Торунь (1920 рік)

Перша достовірна згадка про село Торунь відноситься до 1635-го року.
Село належало до володінь Липчеїв.
Саме з цього періоду в документах починає фігурувати комонім «Turun-Patak», який спочатку без змін використовувався для позначення невеликого гірського поселення, а з часом трансформувався в «Toronya» і «Torun». Чеський дослідник Владімір Шмілауер (1895—1983) вважав, що в назві даного населеного пункту чітко прослідковується слов'янська лексема «ТОУРЪ», себто «тур» — слово, яким колись позначали нині вже вимерлих представників роду європейських диких биків (останнього тура було вбито у 1627 році). Згідно з даними Шмілауера назву села можна вивести від імені реально існуючої (можливо на час заснування села вже лише живої в абстрактних поняттях) тварини. Цікаво, що ще й зараз на околиці села Торунь живою і загальновживаною є назва одного із місцевих урочищ — «Турово», що деякою мірою підкріплює подані вище висновки.
На Торуньському перевалі є австрійський військовий цвинтар часів Першої світової війни, також угорський ДОТ приблизно 1940 р.

## Релігія

### Церква Введення пр. богородиці (1809)
Докладніше: Церква Введення в храм Пресятої Богородиці
У 1751 р. в селі згадують церкву Стрітення: «деревяна, добра… Образами украшена, нижні нові, верхні старі… Кладбище вода миєт, что опасностю угрожает саму церков, однакож огороженна плотом».
У 1801 році «Прислоп з Торуном має дві церкви деревяні: єдну в Торуни (очевидно, в Прислопі) рока 1797 поставлену, но ся не маєт вежі, ани креста ани чаші, на что просят вірники 255 ринских из фонда религійного. Друга церква в Торуни доста добра, вміщаєт 210 вірников, снарядами посередно сооружена».
Теперішню церкву, збудовану із смереки, датують 1809 pоком, і вона настільки подібна до прислопської церкви, що напрошується думка про спільних авторів обох церков. Тризрубна церква має високу башту з бароковим завершенням, покритим бляхою, чудовий ґанок з різьбленими стовпчиками, різьблений карниз та вінці зрубів, профільовані в формі «качурів». Це декоративне багатство доповнюється в інтер'єрі різьбленим проходом між бабинцем та навою, перекритою коробовим склепінням. Нижній ярус іконостаса має дев'ять полів, а другий і третій — по дванадцять.
На жаль, у 1994 р. церкву і дзвіницю оббито блискучим металевим покриттям, а ґанок засклено.
Біля церкви стоїть дерев'яна дзвіниця, яка своєю художньою вартістю та архаїкою форм не поступається більшій дзвіниці в сусідньому Прислопі. Споруджена із соснових напівколод, дзвіниця має двоє воріт у нижньому ярусі, аркові отвори у верхньому, профільовані випуски вінців зрубів.
У 1936 році в селі існували два храми - греко-католицький і православний,обидва дерев,яні,обидва  Введення Пресвятої Богородиці.Отже,були дві релігійні громади.Православні кількісно переважали- із загального числа жителів 1399 чоловік  їх було 918,греко-католиків-130. Євреїв проживало в селі 298,тобто майже третина населення.Чехів і словаків було 58,але вони мали свою школу з двох класів.Місцеві(русини) на 1036 чоловік мали школу тільки на один клас.Така була система освіти в демократичній Чехословаччині.
Торунь увійшов в історію боротьби,яку вела Карпатська Україна за незалежність у 1938-1939 роках.Торуньська "Січ" нараховувала 43 чоловіки,командантом був галичанин з Перемишля Степан Гинилевич,колишній вояк Української Галицької Армії,на псевдо "Дубик".На околицях Торуня і навколишніх сіл січовики  вели бої з польськими терористами,роззброювали чеських жандармів і військових,потім спішили до Хуста,на Красне поле,щоб боронити Карпатську Україну від мадяр.В тих боях полягло багато січовиків,особливо галичан,які добровільно зголосились на поміч Карпатській Україні.Загинув і командир Дубик,місце його поховання невідоме,але найкращий йому пам,ятник -Карпатські гори,в які він прийшов з далекого княжого українського міста Перемишля.Колись піднесеться і в Торуні величний пам,ятник із граніту і бронзи ,бо герої вповні того заслужили.

## Населення
Згідно з переписом УРСР 1989 року чисельність наявного населення села становила 1432 особи, з яких 687 чоловіків та 745 жінок.
За переписом населення України 2001 року в селі мешкала 1341 особа.

### Мова
Розподіл населення за рідною мовою за даними перепису 2001 року:
| Мова       | Кількість | Відсоток |
| ---------- | --------- | -------- |
| українська | 1340      | 99.7%    |
| російська  | 4         | 0.3%     |
| Усього     | 1344      | 100%     |

## Галерея

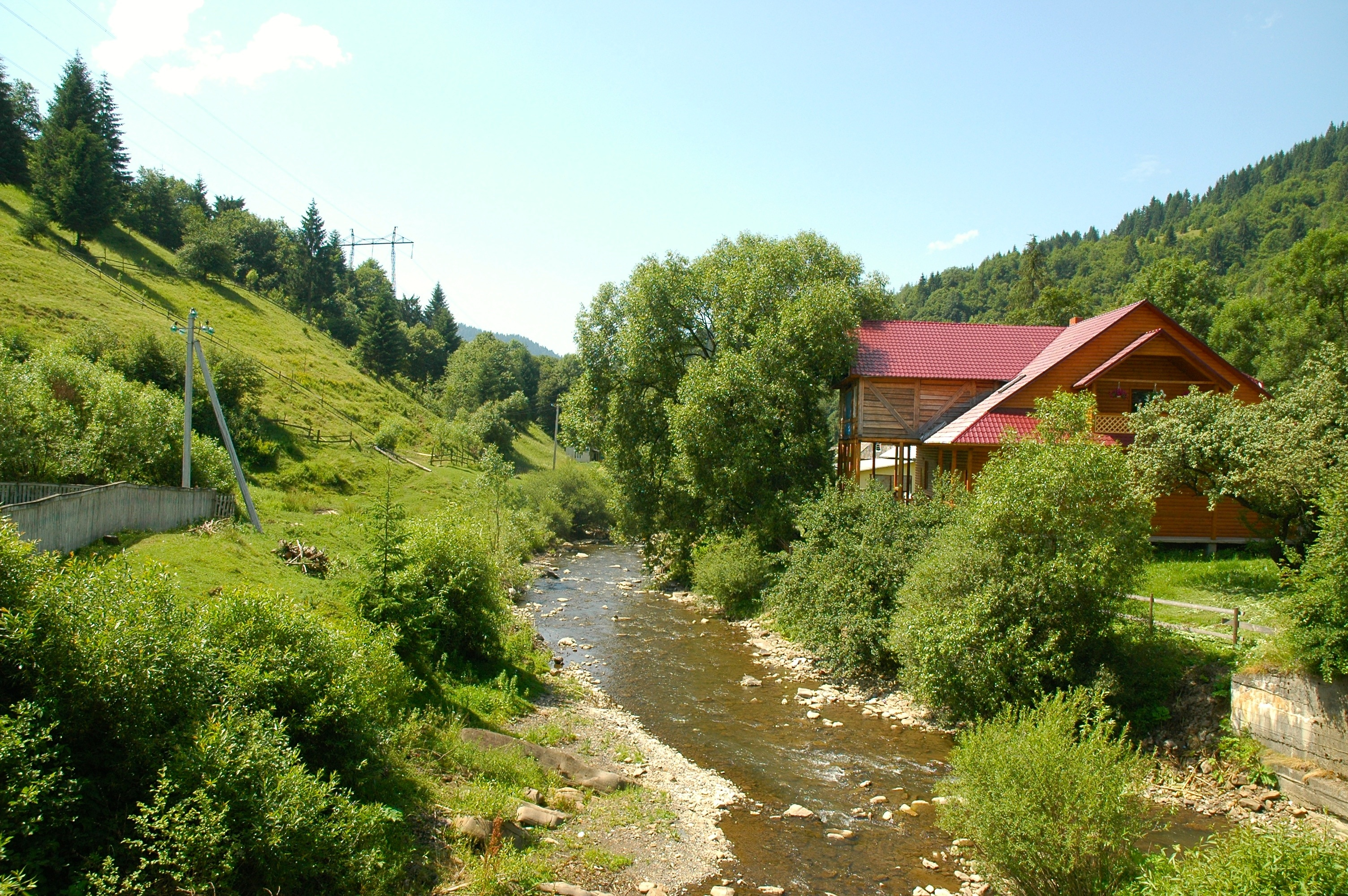
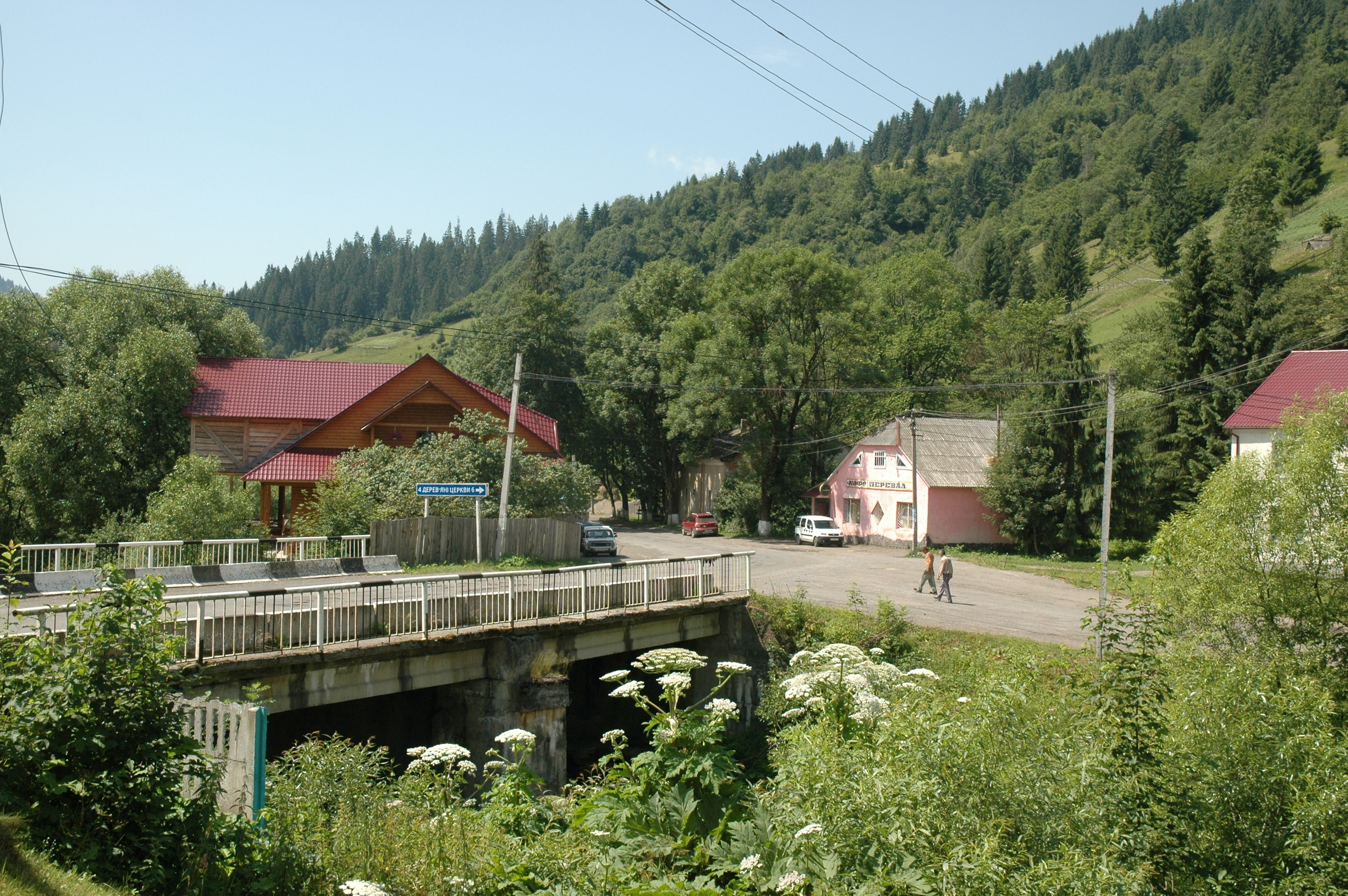
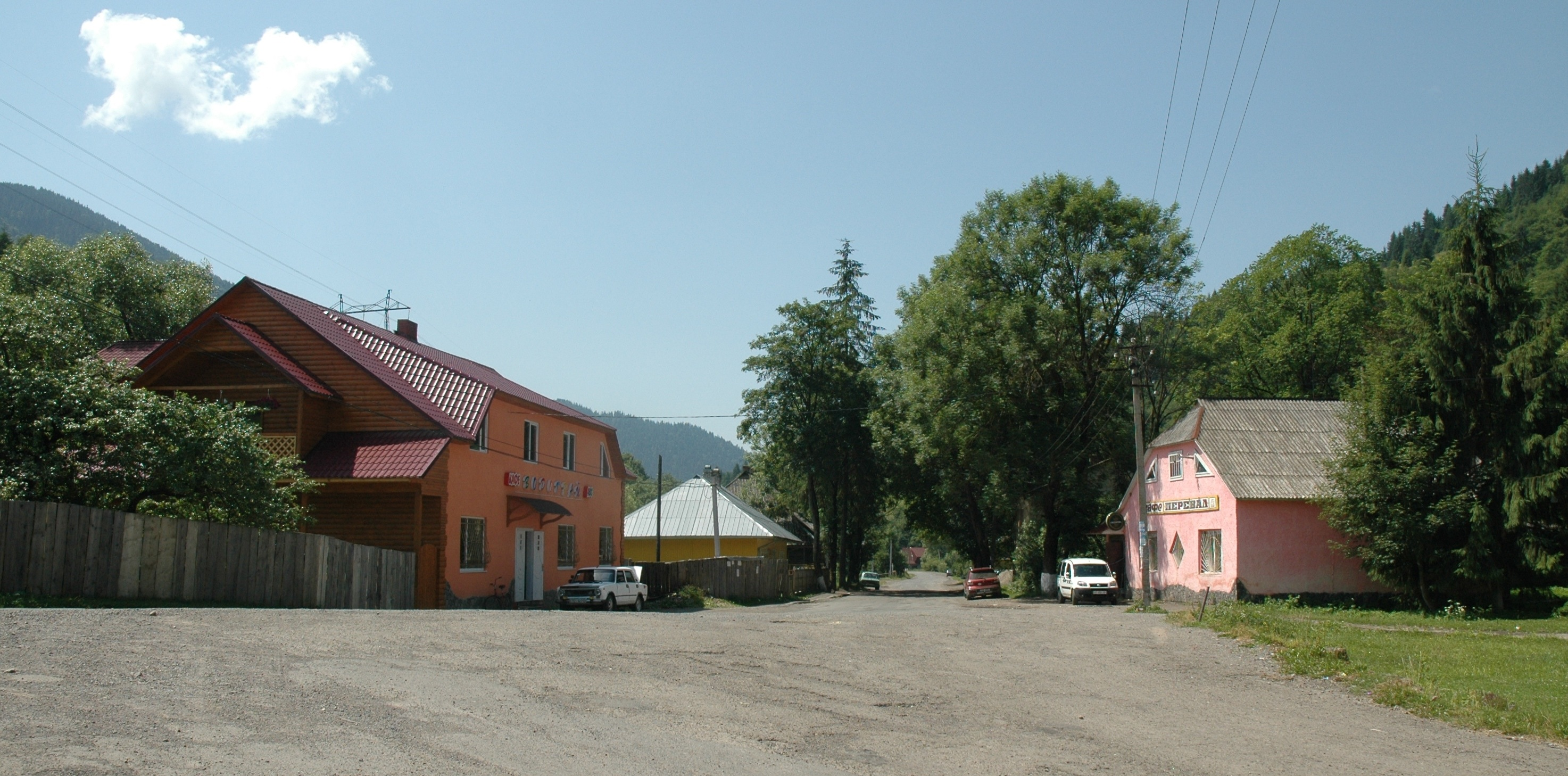

## Відомі люди
- Степан Гинилевич (псевдо: «Дубик») — командант станиці національної оборони Карпатської України в Торуні. Загинув поблизу села.